# Silvio Mondinelli

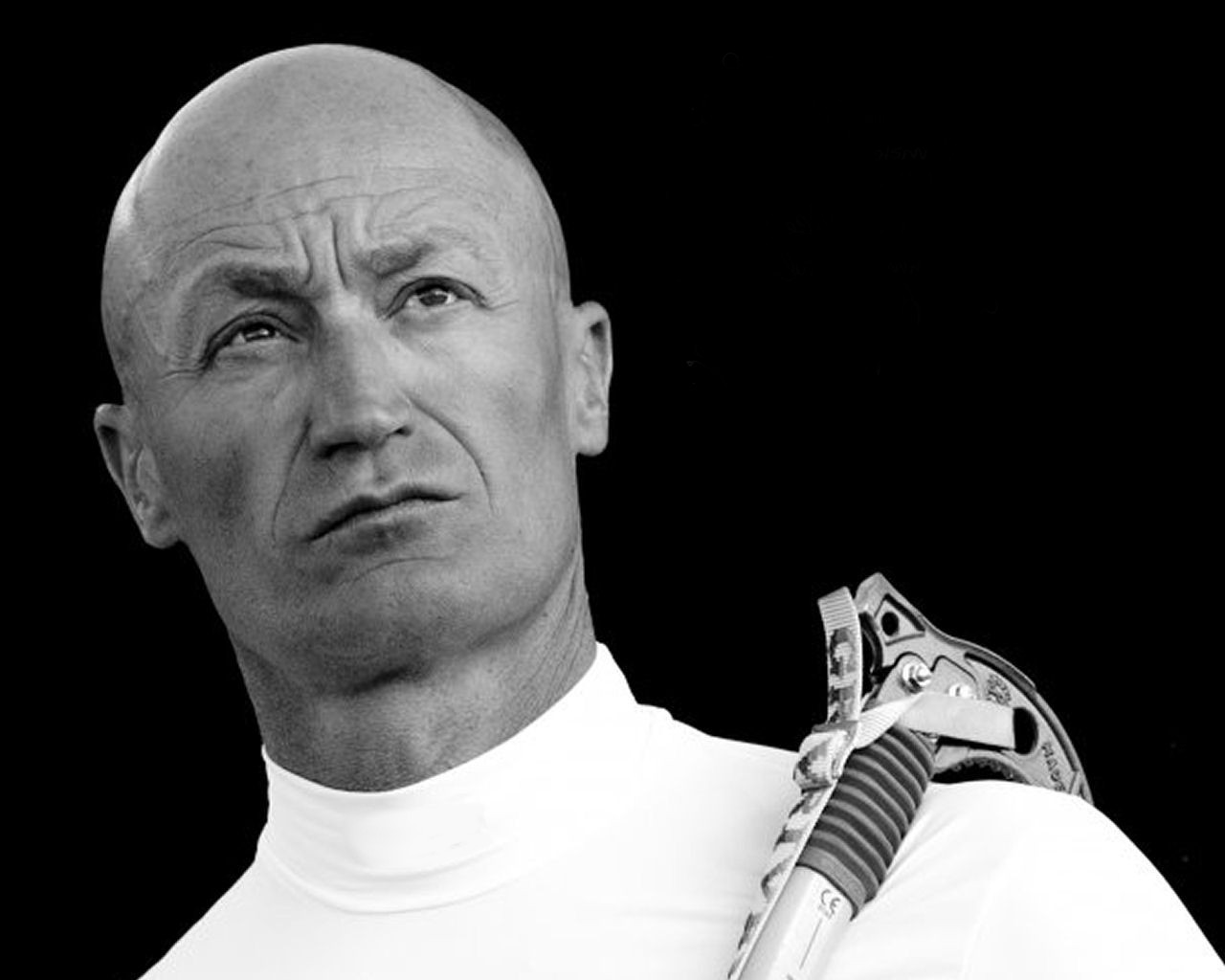
Silvio Mondinelli, 2012

Silvio „Gnaro“ Mondinelli (* 24. Juni 1958 in Gardone Val Trompia) ist ein italienischer Bergsteiger. Er ist der 13. Mensch, dem die Besteigung aller Achttausender, also aller 14 Berge der Erde mit einer Höhe über 8000 Metern, gelang.
Am 13. Oktober 1993 stand Mondinelli erstmals auf einem Achttausender, dem 8163 Meter hohen Manaslu. Den Mount Everest, mit 8848 Metern der höchste Berg der Erde, bestieg er am 23. Mai 2001. Am 12. Juli 2007 war Mondinelli schließlich auf dem Gipfel seines letzten Achttausenders, dem Broad Peak. Er hatte damit knapp 13 Jahre und 9 Monate für das komplette Achttausender-Programm benötigt. Auf Flaschensauerstoff hat er bei allen Besteigung verzichtet; dies war vor ihm nur fünf Bergsteigern gelungen.
Am 27. Dezember 2009 wurde Mondinelli der Verdienstorden der Italienischen Republik in der Stufe des Ritterkreuzes verliehen.

## Besteigungen der Achttausender
Mondinelli hat die Achttausender in folgender Reihenfolge bestiegen:
- 13.10.1993: Manaslu (8163 m)[3]
- 15.10.1997: Cho Oyu (8188 m)[3][4]
- 23.05.2001: Mount Everest (8848 m)[5]
- 22.07.2001: Gasherbrum II (8034 m)[6]
- 03.08.2001: Hidden Peak (8080 m)[7]
- 12.10.2001: Dhaulagiri (8167 m)[8]
- 16.05.2002: Makalu (8485 m)[9]
- 20.05.2003: Kangchendzönga (8586 m)[10]
- 26.07.2004: K2 (8611 m)[11]
- 20.07.2005: Nanga Parbat (8125 m)[12]
- 09.05.2006: Shishapangma (8027 m)[13]
- 19.06.2006: Lhotse (8516 m)[14]
- 12.10.2006: Annapurna (8091 m)[15]
- 12.07.2007: Broad Peak (8051 m)[16]
- 24.05.2010: Mount Everest (zweite Besteigung)[5]